# Smith & Wesson Model 22
O Smith & Wesson Model 22 é um revólver de grande porte, de 6 tiros, ação dupla, para o calibre .45 ACP usando moon clips. Ele foi desenvolvido pela Smith & Wesson como uma versão comercial refinada do "M1917 Revolver", lançado durante a Primeira Guerra Mundial.

## Desenvolviento
Construído em torno do corpo padrão "N-frame" de grande porte da Smith & Wesson, foi originalmente vendido como Model 1950 e normalmente é equipado com um cano de 5 ½ sem reforço sob o cano e mira de combate fixa. Os modelos 25 e 26 são os modelos "Target". O Model 22 foi sucedido pelo Smith & Wesson Model 625 de aço inoxidável. 
O Model 22 foi relançado em 2007 em uma edição limitada chamada "Thunder Ranch", com cano de 4 in (102 mm) com reforço sob o cano e mantendo as miras fixas. O sucesso dessa versão levou a Smith & Wesson a mantê-lo em produção regular com a designação de Model 22-4 com um acabamento refinado.